# 大極殿

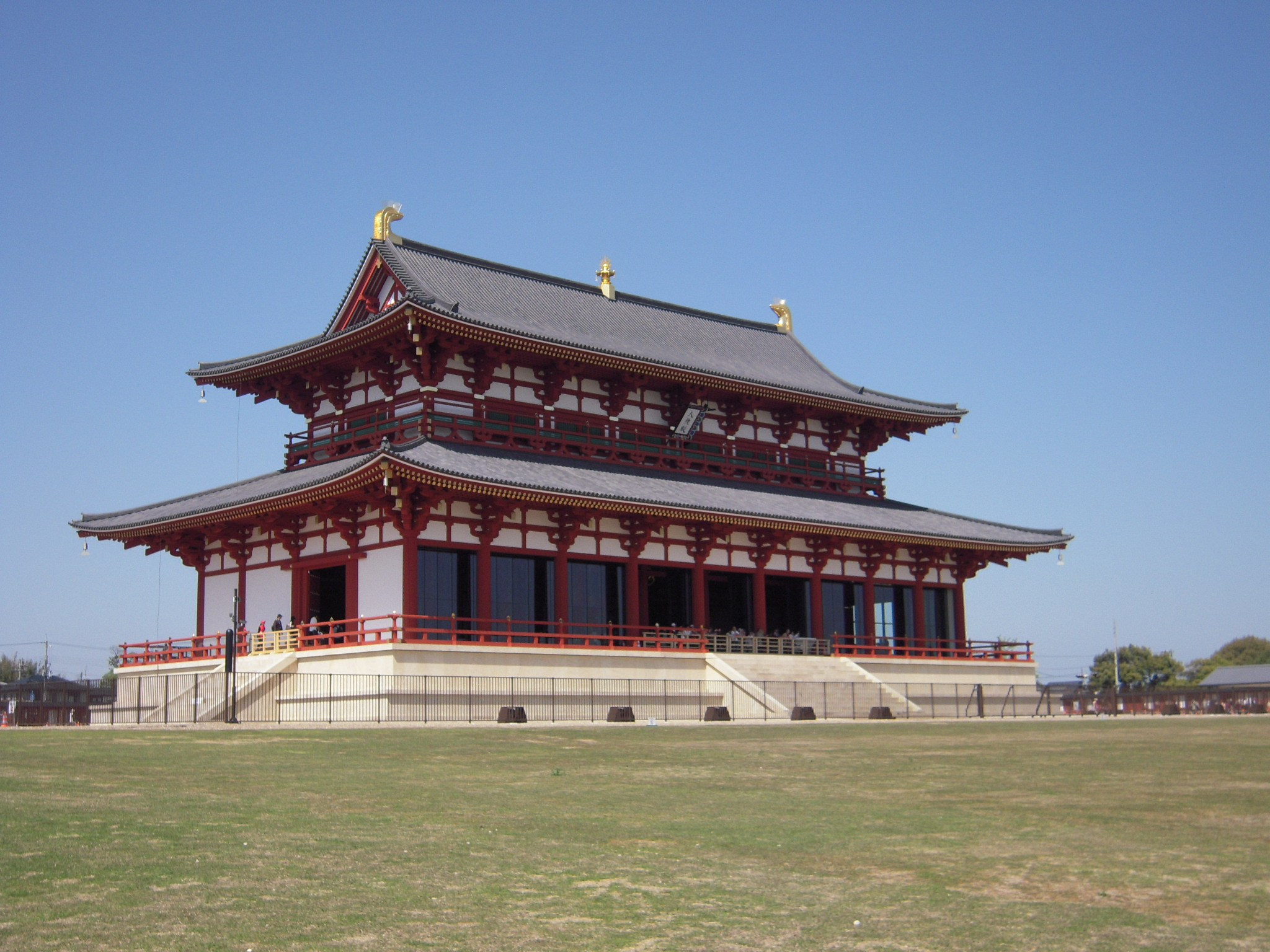
平城宮 第1次大極殿（復元）

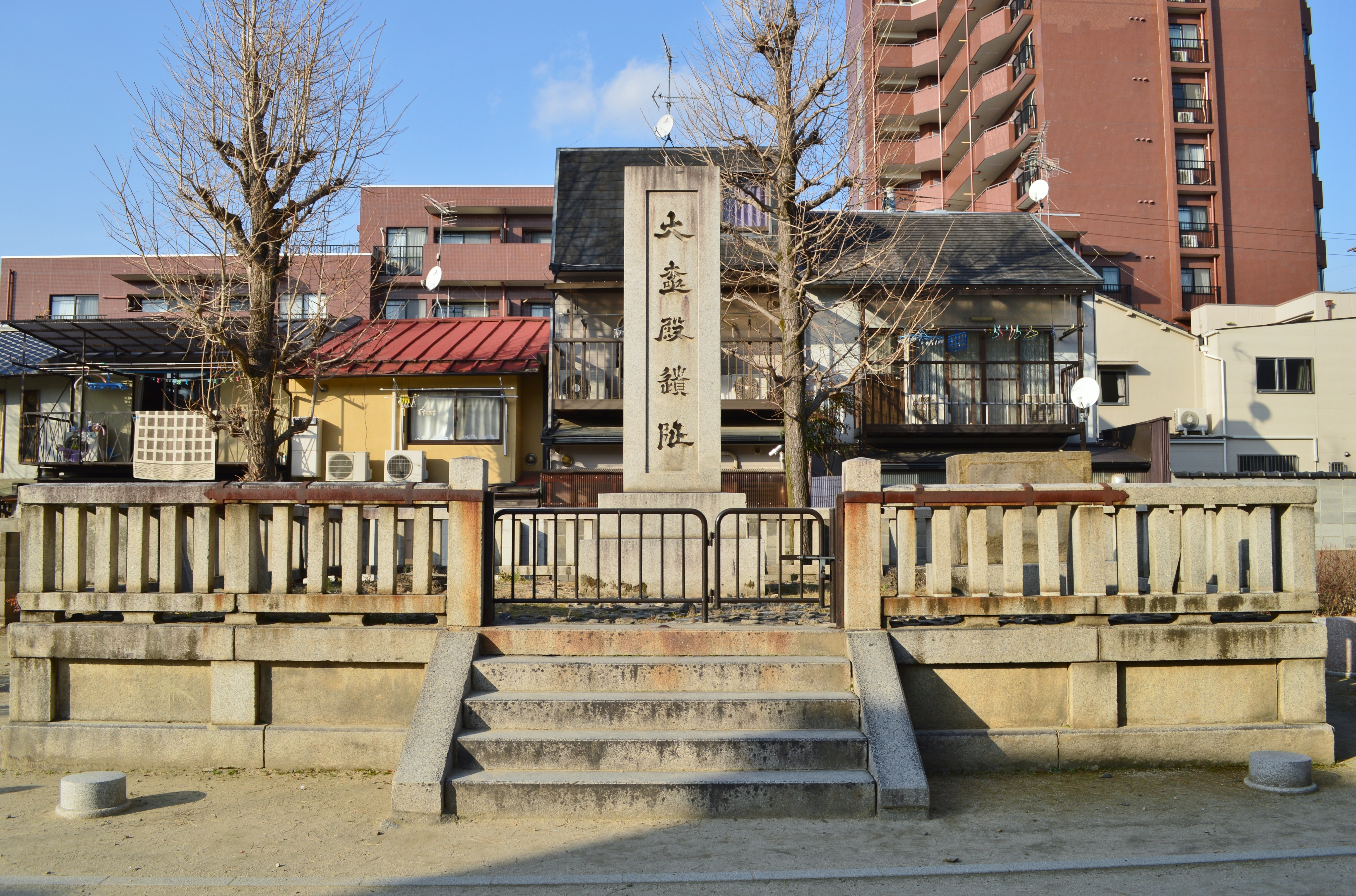
平安京の大極殿跡（京都府京都市）千本丸太町北西の児童公園内。

大極殿（だいごくでん）は、古代の日本における朝廷の正殿。

## 概要
宮城（大内裏）の朝堂院の北端中央にあり、殿内には高御座が据えられ、即位の大礼や国家的儀式が行われた。中国の道教では天皇大帝の居所をいう。「大極殿」の名は、万物の根源、天空の中心を意味する「太極」に由来する。ゆえに中国においては太極殿といい都城内の建物に起源をもち，三国時代の魏の明帝青竜3年(235)、「北魏洛陽城」において太極殿が初めてであるとされるため、大極殿を「だいぎょくでん」とも読む。すなわち、帝王が世界を支配する中心こそ「大極殿」の意である。
日本最初の大極殿が置かれた宮殿については、飛鳥浄御原宮説（福山敏男・小澤毅・渡辺晃宏ら）と藤原宮説（狩野久・鬼頭清明ら）に分かれている。

## 原型

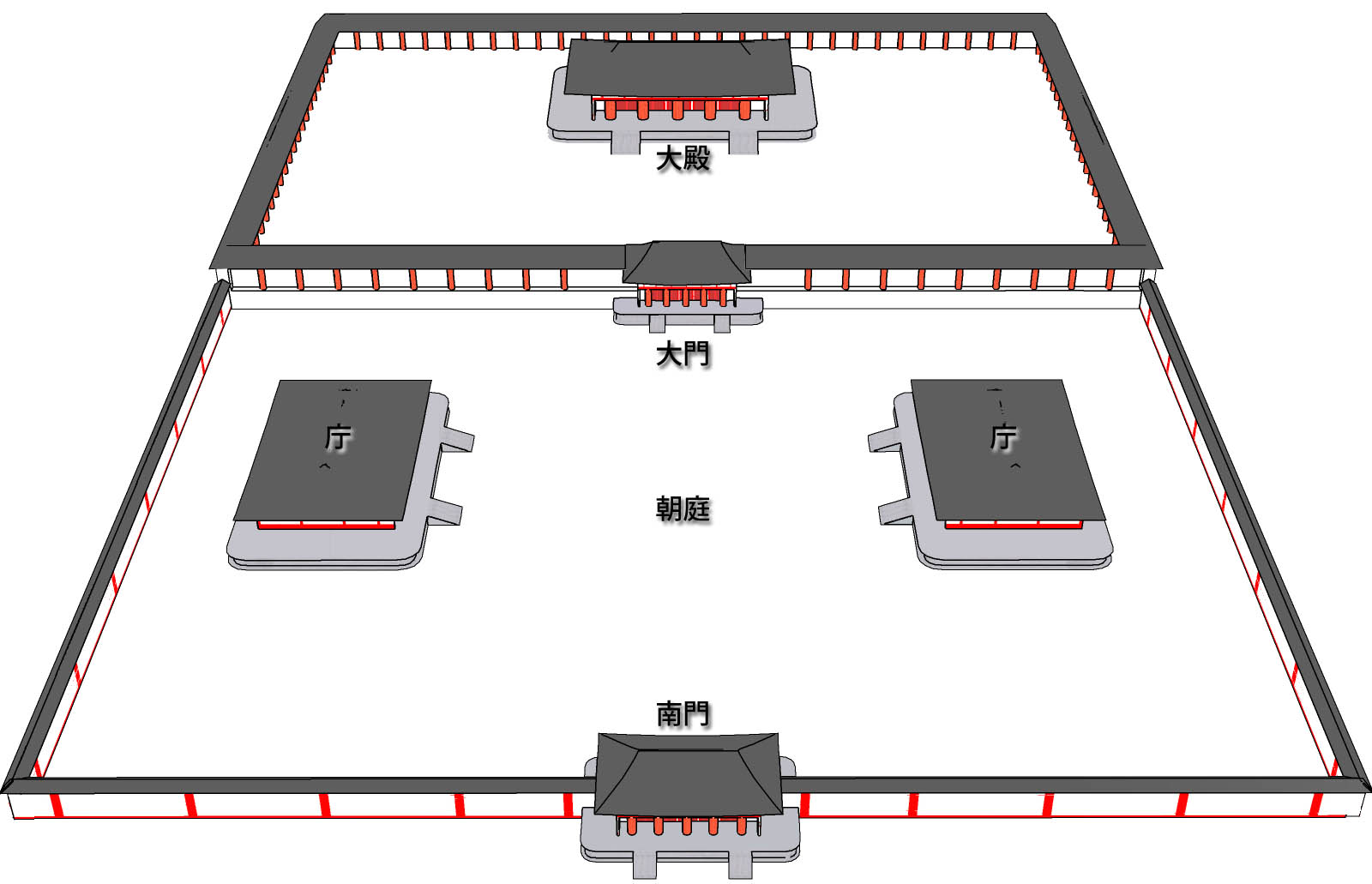
小墾田宮推定見取図

大極殿の原型は、飛鳥の小墾田宮の「大殿」にあったと考えられる。小墾田宮は、推古天皇の時代、それまでの豊浦宮にかわって603年（推古11年）に造営された宮である。『日本書紀』の記述によれば、この宮は、南に宮の正門である「南門」（宮門）を構え、その北に諸大夫の勤める「庁（まつりごとどの）」が左右に並び、その間の中央広場としてオープンスペースの「朝庭」があり、さらにその北中央に「大門」（閤門）、その奥に推古女帝の出御する「大殿」がひかえるという構造であったことが示されている。
このような宮の構造は、608年（推古16年）に隋の使節裴世清や611年（推古19年）の新羅使、任那使の来朝に関する『日本書紀』の記載からうかがわれる。なお、「庁」はのちの朝堂の起源となった建物と考えられる。
吉村武彦によれば、小墾田宮は「単純な構造ながら、のちの藤原宮や平城宮にみられるような、都宮の基本構造の原型として考え」られる。ただし、「大殿」や「庁」、「朝庭」の遺構は検出されていないので、その規模等については不明である。
乙巳の変後、天智天皇や孝徳天皇らによって650年（白雉元年）に造営のはじまった難波長柄豊碕宮は、難波宮跡の発掘調査の結果、前期難波宮跡がそれに相当するとの見方が確実である。北に天皇の居所である内裏があり、そのうち前殿がのちの大極殿に相当する殿舎である。内裏前殿をふくむ内裏空間と官人の出仕する朝堂・朝庭の空間の境には内裏南門があり、この門は桁行7間、梁行2間（32.7×12.3メートル）で平城宮の朱雀門をしのぐ規模である。内裏南門の東西入口には、他に例をみない遺構「八角殿院」があり、鐘楼のような施設の存在が考えられる。「天子南面」の思想により、内裏の南には朝堂・朝庭の区域があり、その規模は東西233.4メートル、南北263.2メートルにおよぶ。そこでは、少なくとも計14堂の朝堂（庁）があったことを確認しており、藤原宮や平安宮の12堂を上まわる。この宮に特徴的なのは、朝庭の広さであり、空前絶後の規模といってよい。また、すべての建物が掘立柱建物であり、瓦はまだ使用されていなかった。

## 変遷

### 飛鳥浄御原宮「エビノコ大殿」
『日本書紀』には、681年（天武10年）2月、天武天皇と皇后（のちの持統天皇）は諸臣を「大極殿」に召し、飛鳥浄御原令の制定を指示したという記事がある。ここで「大極殿」という殿舎の名があることに注目するのが、冒頭に掲げた福田・小澤・渡辺らである。
飛鳥浄御原宮の所在地は、近年の調査成果では、飛鳥京跡の上層遺構をあてるのが通説となっており、浄御原宮は、後飛鳥岡本宮の内郭に東南郭を加えて完成したとされている。東南郭は所在する字名より通称「エビノコ郭」と呼ばれる一郭であり、そのなかから大規模な正殿の跡を発見している。これが通称「エビノコ大殿」である。渡辺晃宏は、この大殿こそ、『日本書紀』記載の大極殿の可能性が高いとしている。
なお、飛鳥京跡上層遺構からは「前殿」と称される東西建物跡2棟が検出されており、これが飛鳥浄御原宮にともなう朝堂相当施設ではないかとされている。ただし、「エビノコ郭」南側には飛鳥川が間近に迫っていることから、広大な朝庭を確保することは困難であったろうと考えられる。

### 藤原宮の大極殿
規模や内部の殿堂配置の明確な宮城としては、条坊制の採られた初の本格的都城として建設された新益京（藤原京）の藤原宮が最古である。藤原宮は、周辺京域の建設が進められたあと、北の耳成山、西の畝傍山、東の天香具山のいわゆる「大和三山」のなかに造営され、694年（持統8年）に正式に遷された宮である。発掘調査によれば、藤原宮造営は天武天皇の時代に着手されており、その造営にあたっては、南北大溝や条坊にともなう側溝が埋め立てられたのちに大極殿院の北面回廊が建設されていることから、藤原宮の大極殿造営以前に条坊道路が造成されていることが判明している。
藤原宮の大極殿は大極殿院の一郭のほぼ中央に位置している。また、大極殿院の南面にあって太政官院（のちの朝堂院）との境界をなす門（大極殿閤門（こうもん））は、藤原宮のちょうど中心に位置する。藤原宮は新益京（藤原京）のほぼ中央に位置することから、大極殿閤門は京域全体からみてその中心にあたる。ここに『周礼』考工記など漢籍にみえる都城のあるべき姿にもとづいて設計された「理念先行型の都城」をみることができる。
いずれにせよ、朝堂院（太政官院）の正殿としての大極殿が藤原宮をもって成立した点については、飛鳥浄御原宮説に立つ研究者も共通の認識に立っており、小澤毅も、原則としては、天皇の独占的な空間としての大極殿およびそれを取り囲む一郭は藤原宮において成立したとしている。
なお、天武・持統の代にあっても辺境の民を飛鳥寺の西の広場で饗応していたことが『日本書紀』より明らかであるが、文武朝にあってようやく、藤原宮の大極殿や太政官院へ移動したものと考えられる。

### 平城京・恭仁京の大極殿

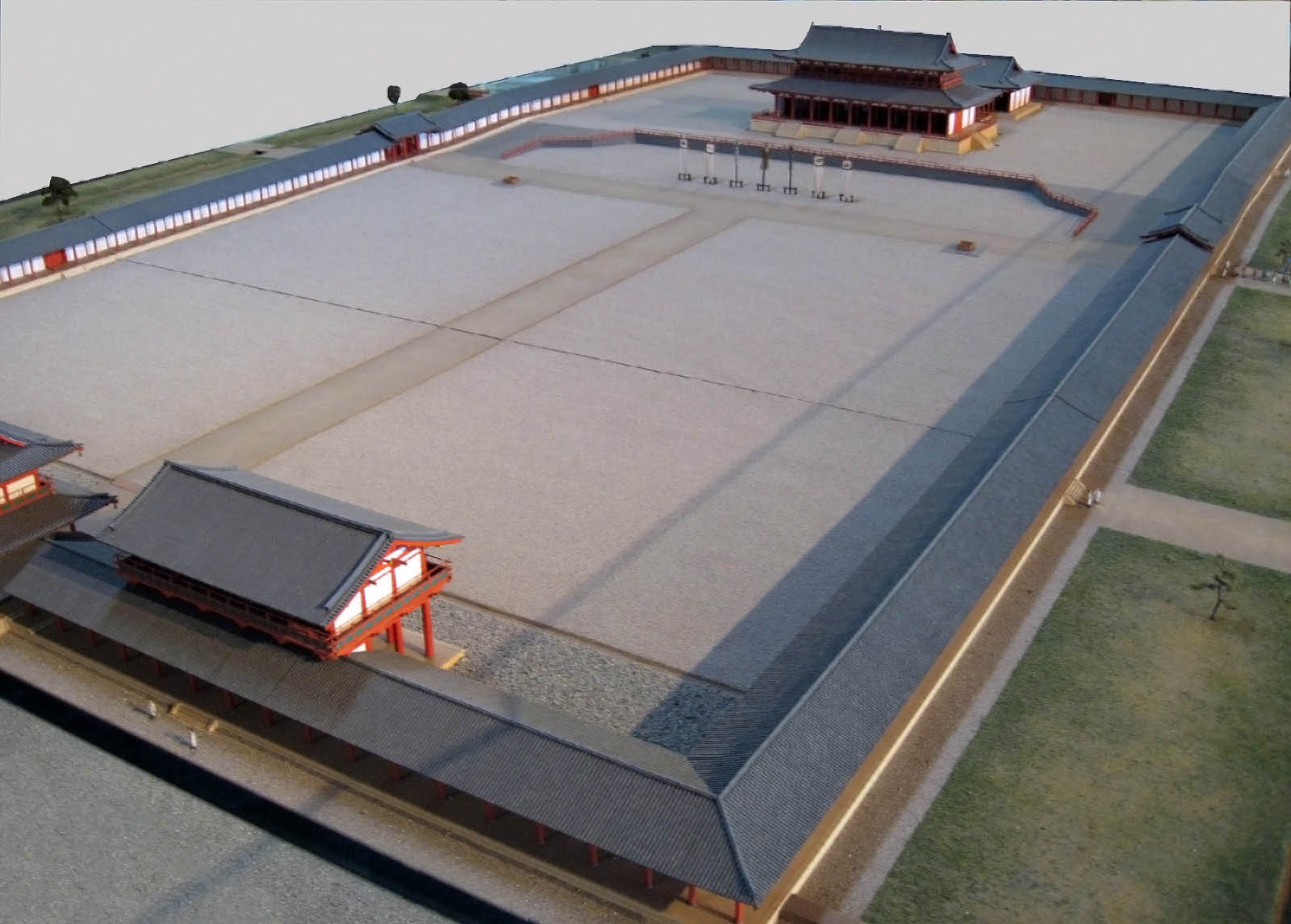
平城宮第一次大極殿院復元模型
（平城宮跡資料館）
他の宮には見られない広い前庭を持つ。

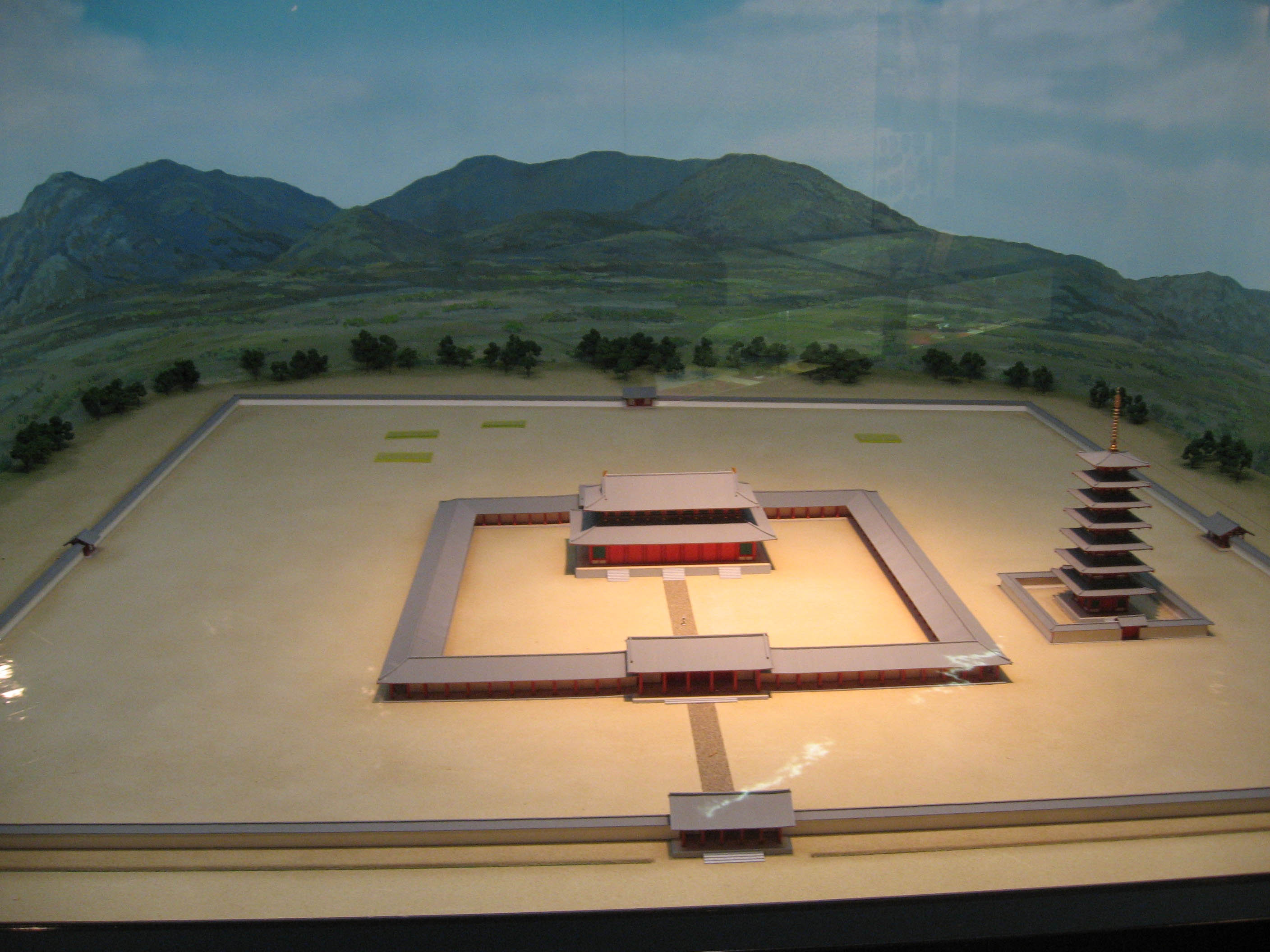
山城国分寺（恭仁京）復元模型。築地に囲まれているのが金堂（大極殿）。右が七重塔。京都府立山城郷土資料館

恭仁京（くにきょう）遷都までの大極殿を第一次大極殿、奈良に都が戻ってからの大極殿を第二次大極殿という。第一次大極殿は平城宮の正門である朱雀門の真北に位置し、第二次大極殿は平城宮東寄りの壬生門北に位置している。第二次大極殿跡は近世まで「大黒（ダイコク）の芝」と呼ばれた基壇が残っていた。この命名は、平城京遷都当初は朱雀門北の地域に大極殿が設けられたものの、恭仁京大極殿の規模と一致するところから745年（天平15年）に壬生門北に移動したものと考えられたためであったが、第二次大極殿跡の下層から掘立柱建物の遺構が検出され、それが大極殿・朝堂院と同じ建物配置をとることから、結局、奈良時代の前半には朱雀門北の広大な前庭をもち朝堂2堂をともなう第一次大極殿（中央の大極殿）と壬生門北の朝堂12堂よりなる太政官院のさらに北にある内裏南面の大極殿（東側の大極殿）の2棟あることがわかった。
中央の第一次大極殿の周囲は築地回廊で囲まれ、南の朝堂区域とつながる「閤門」があった。この区域は「大極殿院」と呼ばれる。広い前庭をともない、前庭から1段高い位置に大極殿が建設されているが、これは平安宮の龍尾壇（竜尾壇 りゅうびだん）の原型と考えられる。正月の元日には大極殿前庭に七本の宝幢（ほうどう）が立てられ諸臣の朝賀が行われた。他に、即位式や外国使節謁見などの朝儀の空間として使用されていたと考えられる。元正天皇や聖武天皇の即位も大極殿院でおこなわれている。
それに対し、第二次大極殿下層の東側大極殿は、日常の朝政にあたる空間だったと考えられ、このような機能分化は、唐長安城の太極宮太極殿と大明宮含元殿の影響を受けたものと指摘される。
奈良時代の後半は、中央の第一次大極殿院の跡地は朝儀の場としては使われなくなり、儀式の機能は東側、壬生門北の第二次大極殿に集約されたものと考えられる。したがって、壬生門北は、北より＜内裏、大極殿、12堂の朝堂よりなる太政官院（朝堂院）、2堂の朝集殿、壬生門＞が一直線に建ち並ぶ形態となり、壬生門を入ってすぐ北の両側には東に式部省、西に兵部省の建物があるという配置となった。
第一次大極殿地区に関しては、仁藤敦史が木簡や史料にみられる「西宮」を第一次大極殿地区に想定している。すなわち、饗宴などに用いられてきた第一次大極殿地区が居住区画に改造されたとみる。その改造は、発掘調査の成果からは、平城京への還都（745年）直後ではなく、早くとも天平勝宝年間（749年-757年）以降と考えられており、天平神護（765年-767年）のころには積極的な改造がなされた形跡がない。仁藤は、このことを天平勝宝元年の聖武天皇の孝謙天皇への譲位、すなわち「聖武上皇」の成立と深い連関があるのではないかと推測している。
なお、奈良建都1300年に当たる2010年に合わせ、平城宮跡に第一次大極殿が実物大で復元された。（→平城遷都1300年記念事業）
復元された平城宮第一次大極殿の屋根には、中国古代建築の類例に倣い、大棟中央飾りが設置されている。ただし、これまで平城宮跡からは大棟中央飾金具の出土例がない。そのため、奈良時代前後の事例および資料の収集調査を通じ、この金具の意匠設計を進めたという。
宝珠形の大棟中央飾りの類例として、初唐の敦煌莫高窟第338窟壁画の邸宅（宮殿?）、隋の訓西西安出土仏殿形式石棺などがある。

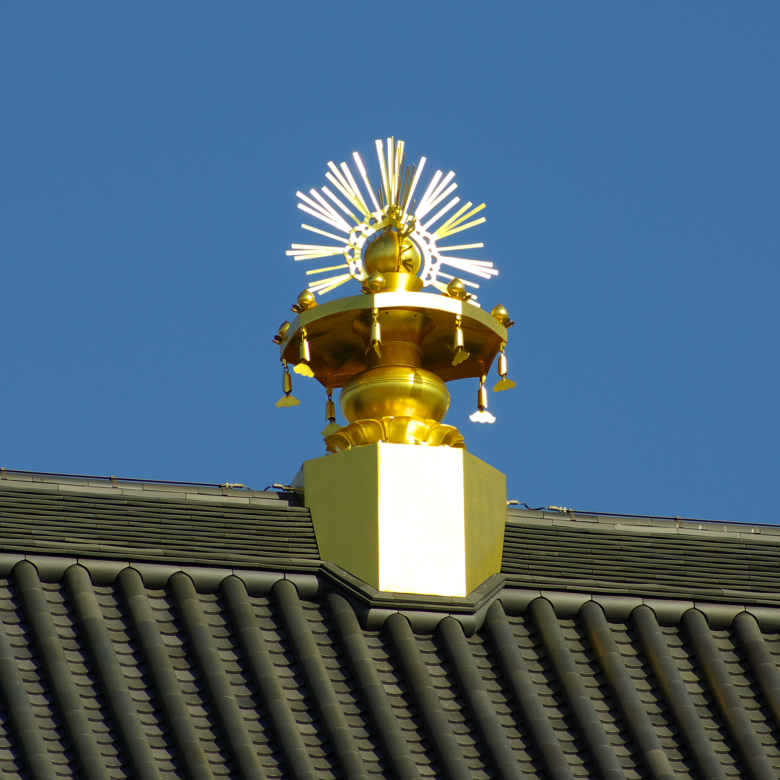
平城宮 第1次大極殿（復元）の宝珠形大棟中央飾り
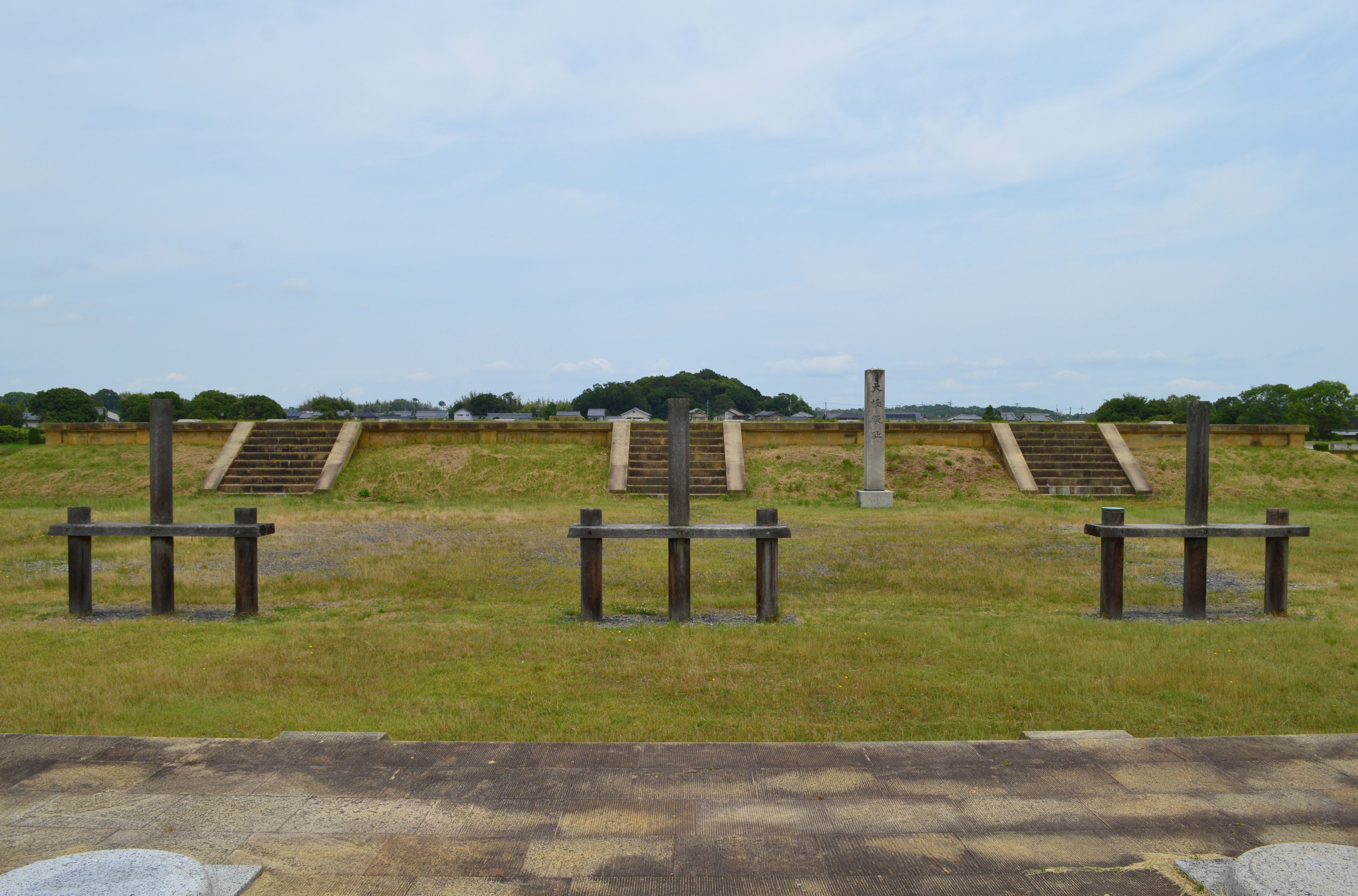
平城宮 第2次大極殿跡

### 難波京の大極殿

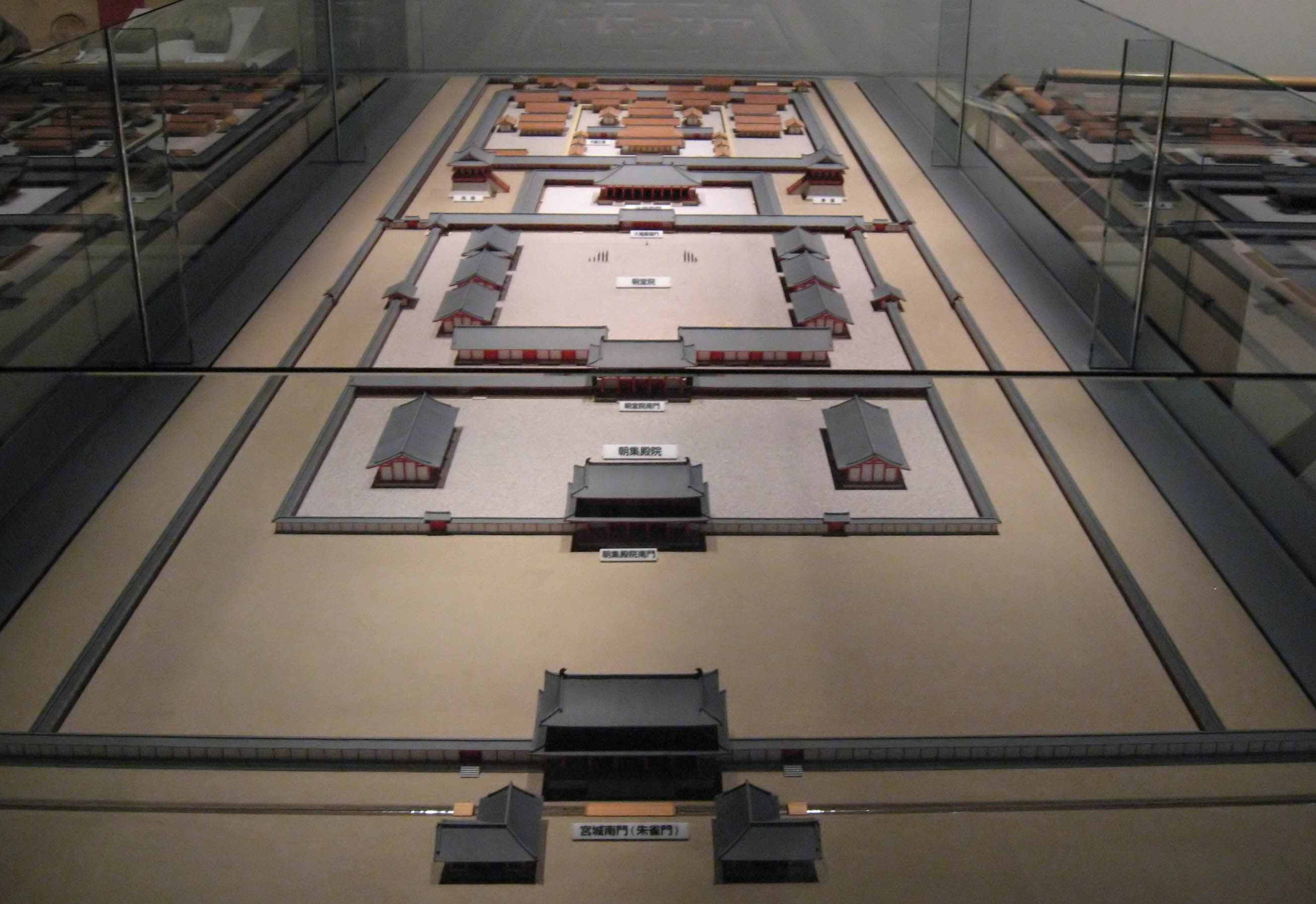
後期難波宮復元模型

難波京の難波宮（後期難波宮）は、723年（養老7年）、複都制により平城京の副都として造営された宮である。聖武天皇治下の744年（天平16年）、天皇が突如、難波宮への遷都を表明し、諸臣はそのとき恭仁京遷都を推す人が多かったというが、天皇は難波への行幸を決行したといわれる。難波に着いてほどなく、天皇は紫香楽宮へ移り、結局、留守司の橘諸兄より難波を皇都とする旨の勅が出された。しかし、紫香楽宮で震災に遭遇した聖武朝は群臣そろって平城京への還都を決め、745年（天平17年）の還都後は、再び、長岡遷都直前の793年（延暦12年）まで平城京の副都の地位にあった。
難波宮は、1961年（昭和36年）、山根徳太郎により発見されそののち発掘調査がなされたが、この宮の下層から検出されたのが上述した前期難波宮である。
後期難波宮は、北より内裏、大極殿、朝堂8堂よりなる朝堂区域（朝庭ふくむ）、朝集殿2堂が一直線にならぶ形態をとっており、建物数、構造配置のうえで長岡宮に類似しており、長岡宮は難波宮の建物を移築して営まれたことが判明している。
現在は、難波宮史跡公園に土台が復元されている。

### 長岡京・平安京の大極殿

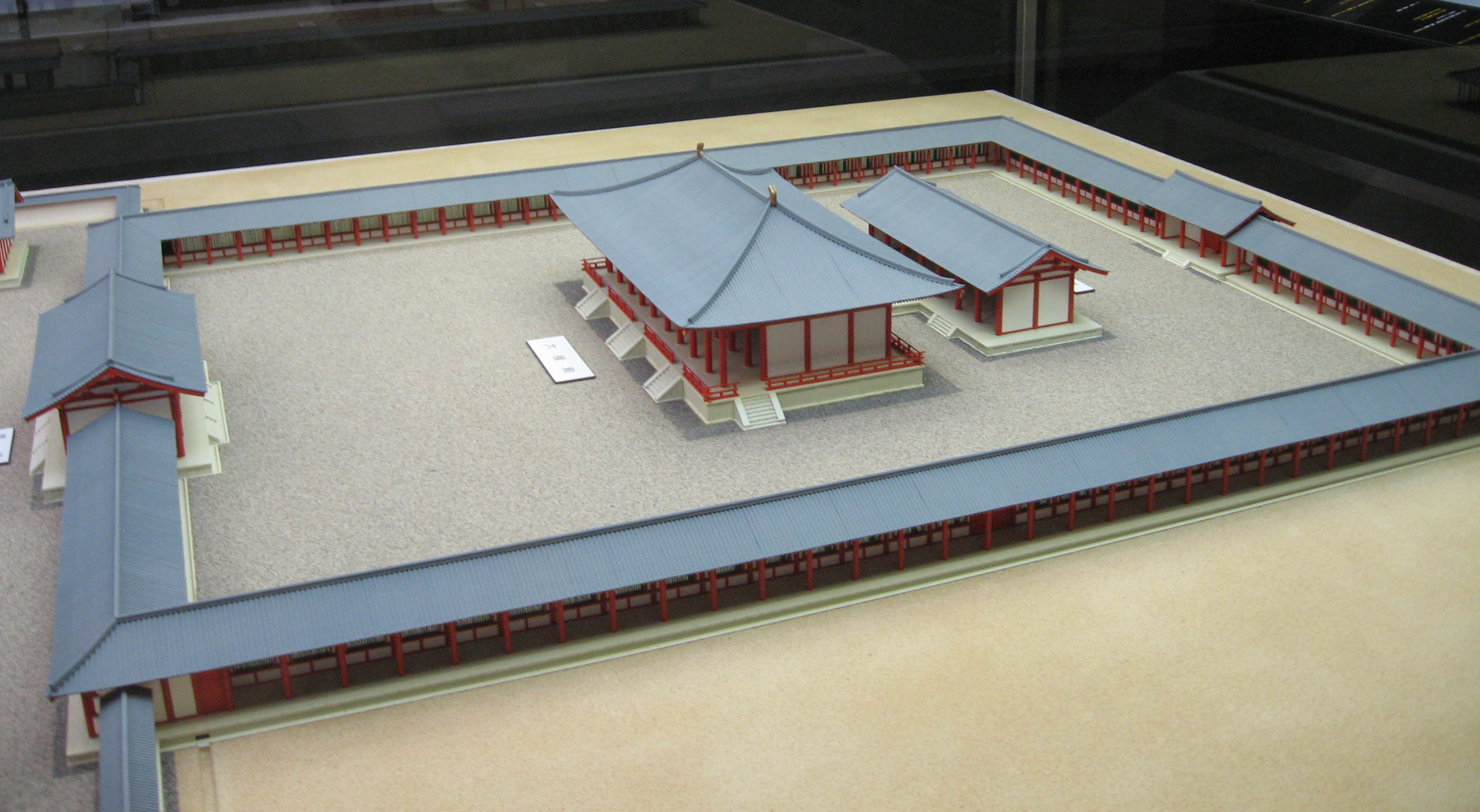
長岡宮大極殿模型（向日市文化資料館）

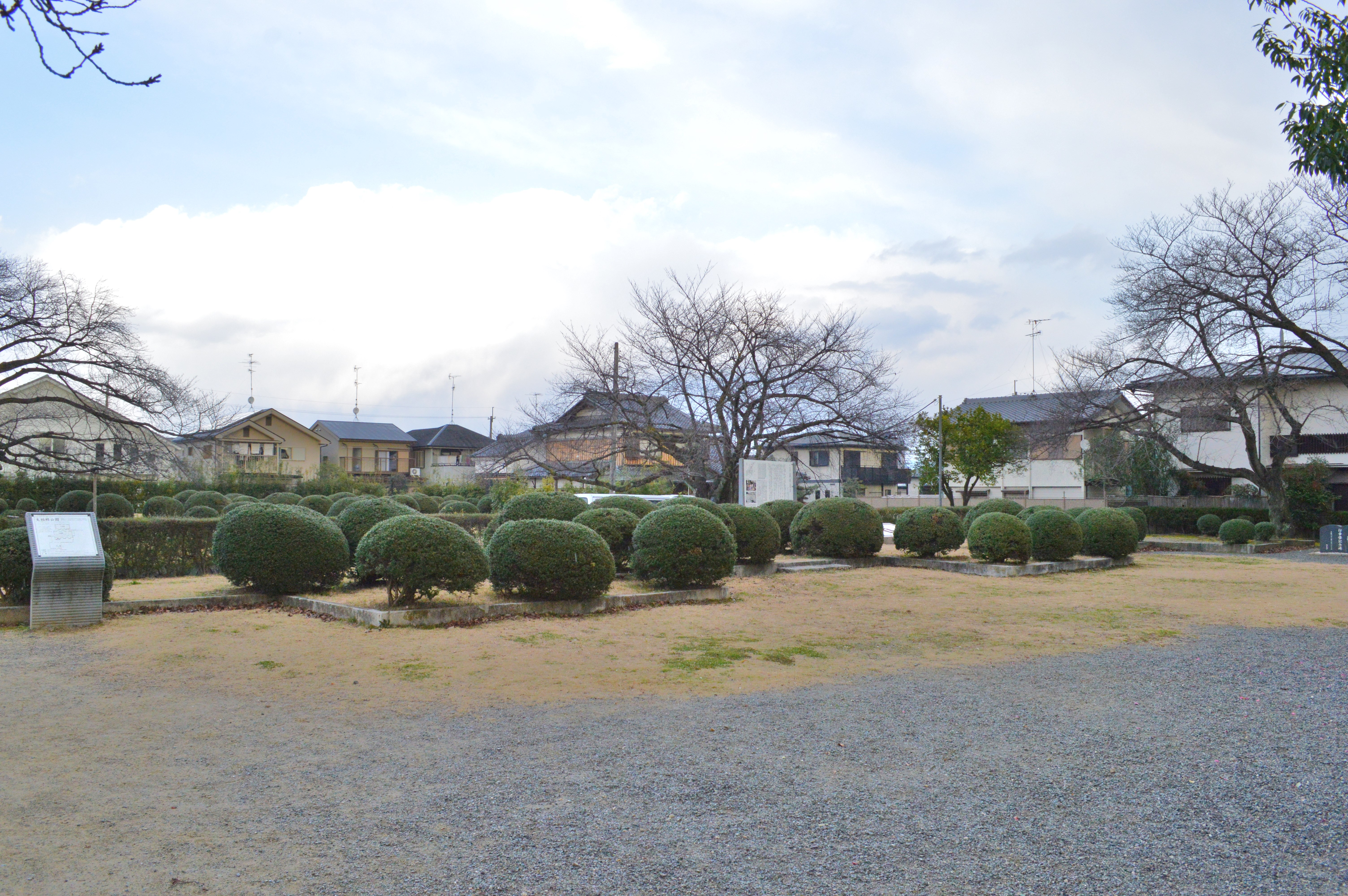
長岡宮大極殿跡

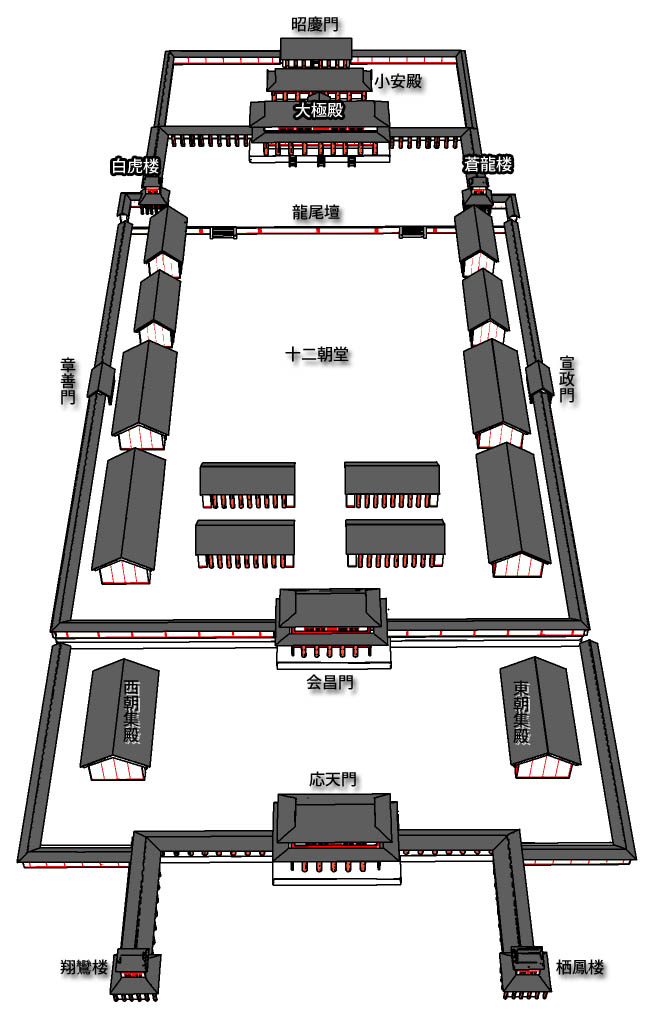
平安宮朝堂院模式図

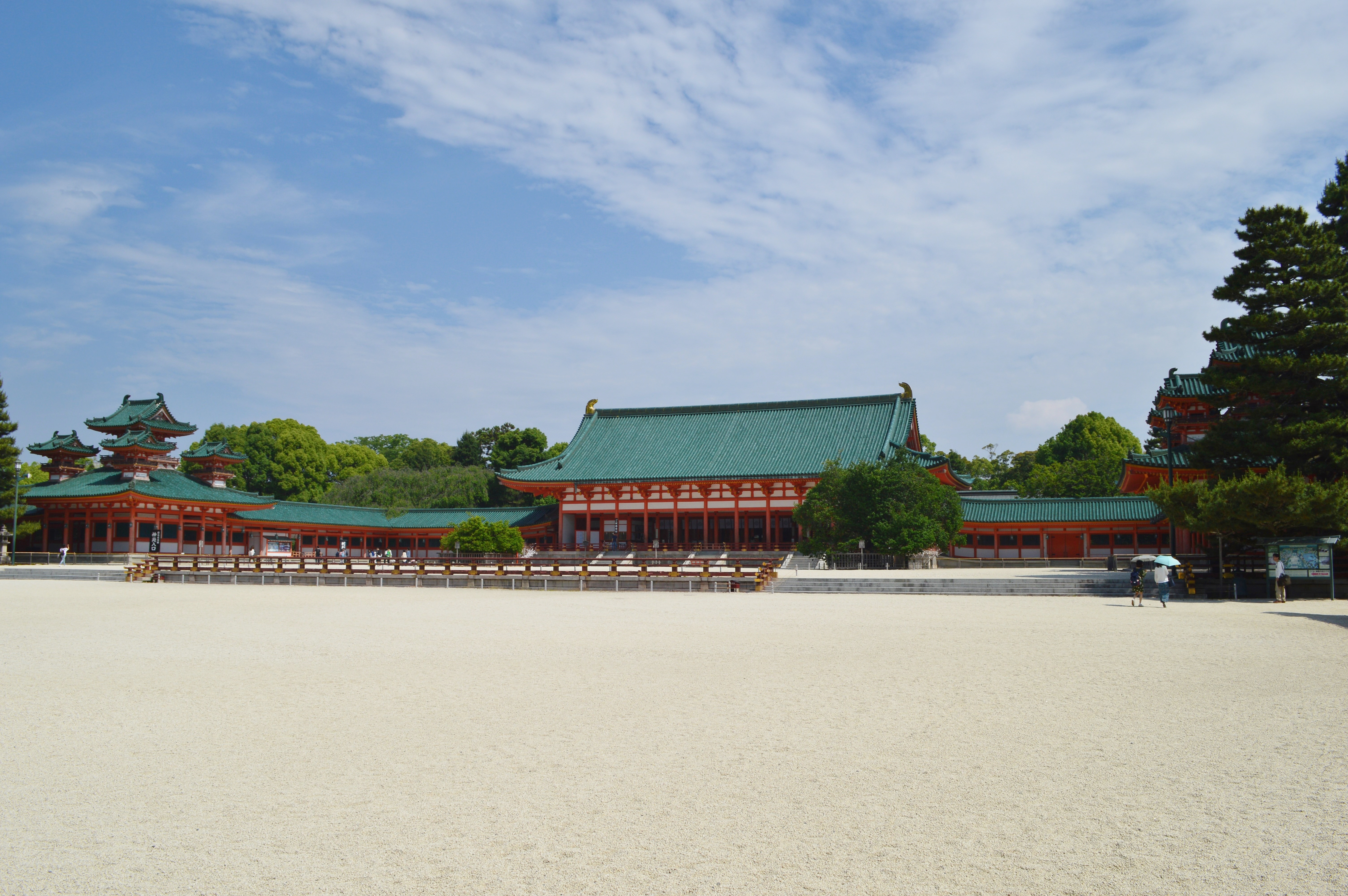
平安宮大極殿を模して建造された平安神宮外拝殿（中央）。手前が龍尾壇の朱欄

長岡京段階から、朝堂院と内裏の分離がはじまっている。これは、天皇が大極殿に出御しておこなわれていた朝政が、内裏で行われるようになったためである。そのいっぽうで大極殿は朝堂区域との一体化を強め、大極殿・朝堂・朝集殿をまとめて朝堂院とする呼称は、桓武天皇の792年（延暦11年）に生まれている。
794年（延暦13年）に遷都された平安京の大極殿はそれ以前のものが築地回廊で囲まれ、閤門を持っていたのと異なり、南の朝堂と直接つながる構造となった。すなわち、朝堂院は長岡京の時代にくらべ、いっそう一体化を深めた。ただし大極殿は龍尾壇上に建っており、その境界には朱欄（朱色の手すり）が設けられ、朝堂と大極殿とは「龍尾道」と呼ばれる階段で往来した。龍尾壇は今日の平安神宮でも見ることが出来る。大極殿の後背には「小安殿」（こあどの）と呼ばれる殿舎が軒廊（こんろう）でつながり、天皇出御の際に休憩所として利用された。また、龍尾壇を昇った左右には「白虎楼」「蒼龍楼」という小楼閣が対置されていた。
9世紀中ごろになると、天皇が宮城（大内裏）から出かけることは、賀茂川、臣下の邸宅、上皇の居所などごく一部に限られるようになり、はなはだしくは「大極院行幸」の表現さえ生まれたという。
平安末期、後白河法皇の命で作られた『年中行事絵巻』には東西11間、南北4間で、朱塗りの柱と瓦葺き入母屋造の屋根に金色の鴟尾を戴く大極殿が鮮やかに描かれており、平安神宮大極殿や平城宮跡の大極殿復元事業でも参考とされた。なお、『年中行事絵巻』や、1895年（明治28年）京都市参事会によって編纂された『平安通志』には、単層の大極殿が描かれているが、大極殿殿舎は火災により2度も建て替えられており、970年（天禄元年）成立の『口遊（くちずさみ）』に「雲太、和二、京三」と見えるように、当初は出雲大社や奈良の東大寺大仏殿に匹敵する大建築であり、『年中行事絵巻』所載のものは1072年（延久4年）に建て替えられた姿で、本来は重層（2階建て）であったとも推測される。
平安時代中後期から焼亡と再建を繰り返し、朝廷の儀式の中心が土御門東洞院殿（現在の京都御所）へ移行していくのに従い衰微していった。1177年（安元3年）に起きた安元の大火による焼失ののちは再建されることなく廃絶した。京都市中京区千本丸太町の旧跡には、1895年（明治28年）に平安奠都1100年を記念して建てられた石碑を見ることが出来る。ただし、その跡は石碑の付近ではなく、千本丸太町の交差点付近であったことが明らかとされている。
なお、平安神宮は平安宮朝堂院を模して建立されたものであり、外拝殿として大極殿が8分の5の規模で模して建設された。

## 関連文献
- 福山敏男『住宅建築の研究』（『福山敏男著作集5』）中央公論美術出版、1984年8月。ISBN 4-80-551405-1
- 狩野久『日本古代の国家と都城』東京大学出版会、1990年9月。ISBN 4-13-020094-1
- 小澤毅「飛鳥浄御原宮の構造」『堅田直先生古希記念論文集』真陽社、1997年。
- 鬼頭清明『古代木簡と都城の研究』塙書房、2000年3月。ISBN 48-27-31165-X
- 鈴木圭二「日本古代の行幸」『ヒストリア』125、1989年。